# 中山平温泉駅
中山平温泉駅（なかやまだいらおんせんえき）は、宮城県大崎市鳴子温泉星沼にある、東日本旅客鉄道（JR東日本）陸羽東線の駅である。

## 歴史
- 1917年（大正6年）11月1日：中山平駅（なかやまだいらえき）として開業[4]。
- 1971年（昭和46年）11月30日：貨物の取り扱いを廃止[4]。
- 1983年（昭和58年）3月7日：荷物の扱いを廃止[4][5]。交換設備を撤去。駅員無配置駅となり[6]、簡易委託化（駅前商店）。
- 1987年（昭和62年）
  - 2月：委託先の欠札状態により、簡易委託を休止（のちに廃止）。
  - 4月1日：国鉄分割民営化により、東日本旅客鉄道（JR東日本）の駅となる[4]。
- 1997年（平成9年）3月22日：中山平温泉駅に改称[1][4]。
- 2008年（平成20年）10月：駅舎がリニューアル[3]。
- 2024年（令和6年）10月1日：えきねっとQチケのサービスを開始[2][7]。

## 駅構造
単式ホーム1面1線を有する地上駅である。かつては島式ホーム1面2線であったが、1983年（昭和58年）のCTC化により、駅舎側の1線が撤去され、現在は旧下り線を使用している。コンクリート製の、待合室兼用の駅舎がある。
小牛田統括センター（古川駅）管理の無人駅である。

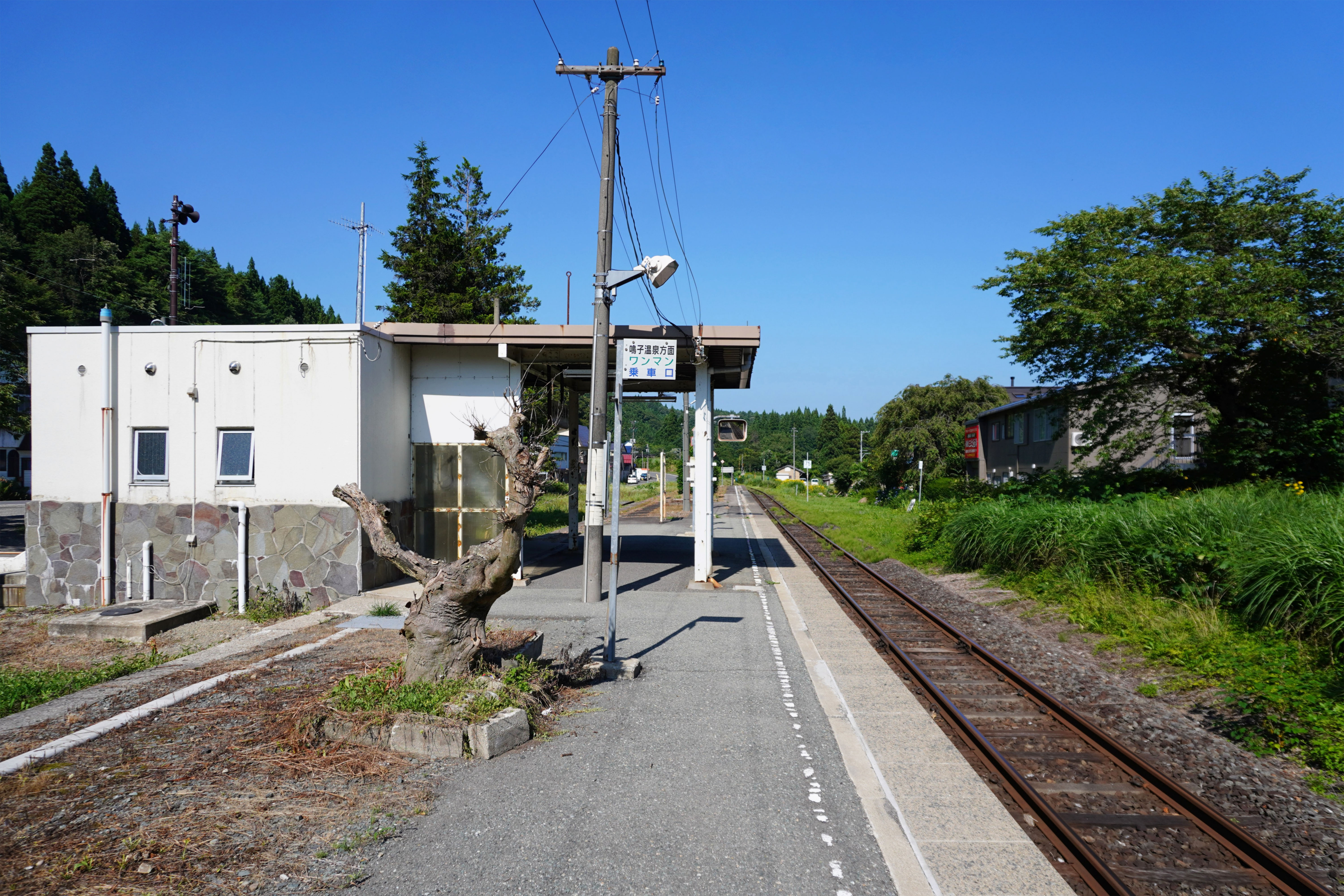
ホーム（2023年7月）

## 駅周辺

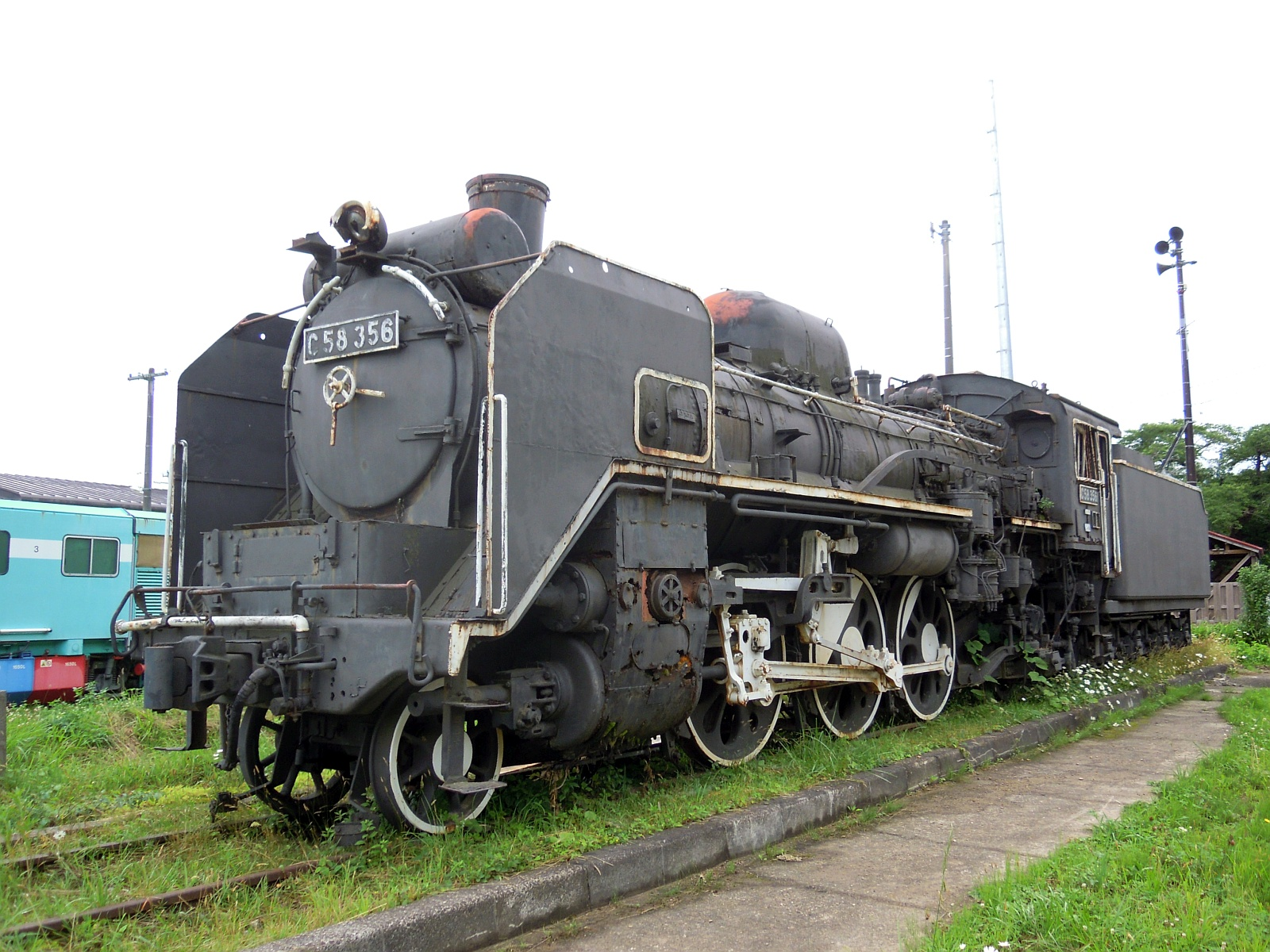
駅前で静態保存されていたC58 356

駅前には道路沿いに商店や住宅がある。駅前にはかつて、C58 356機が静態保存されていたが、2022年（令和4年）6月に解体撤去された。
- 中山平簡易郵便局
- 中山平温泉
- 国道47号

## 隣の駅
東日本旅客鉄道（JR東日本）
■陸羽東線
鳴子温泉駅 - 中山平温泉駅 - 堺田駅